# スキップジャック (潜水艦)
スキップジャック (USS Skipjack, SS-184) は、アメリカ海軍の潜水艦。サーモン級潜水艦の一隻。艦名はカツオを中心にハガツオ属やスマ属を含むカツオ類の総称に因んで命名された。魚名としては、種がほぼ重複するスペイン語のbonitoほど一般的ではない。その名を持つ艦としてはE級潜水艦1番艦E-1 (SS-24)の予定艦名以来2隻目。なお、退役から13年後にスキップジャック級原子力潜水艦1番艦として3代目スキップジャック (SSN-585)が就役している。

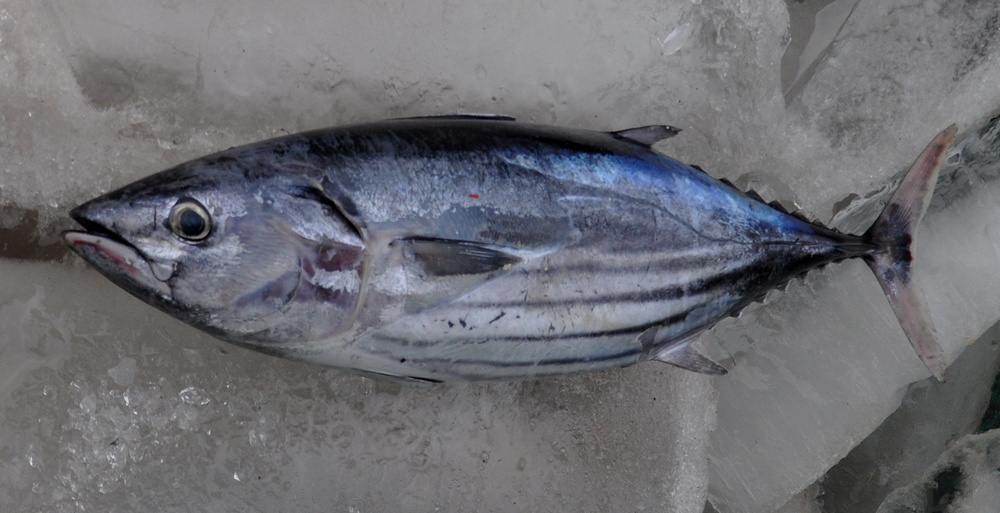
カツオ（Skipjack tuna）

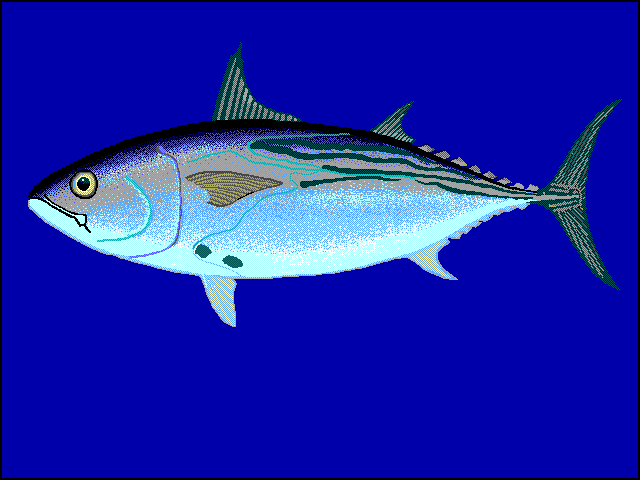
ブラック・スキップジャック（Black skipjack tuna　スマ属）

## 艦歴
スキップジャックは1936年7月22日にコネチカット州グロトンのエレクトリック・ボート社で起工した。1937年10月23日にフランシス・カスバート・ヴァン・ケウレンによって命名、進水し、1938年6月30日に艦長ハーマン・サール少佐の指揮下就役する。

### 開戦まで
スキップジャックは大西洋、カリブ海での整調およびコネチカット州ニューロンドンでの整備が完了すると第6潜水戦隊に配属され、カリブ海および南大西洋での艦隊演習に向けて出航した。1939年4月10日にニューロンドンに帰還し、その後姉妹艦のスナッパー (USS Snapper, SS-185) 、サーモン (USS Salmon, SS-182) と共に太平洋に向かう。艦隊は5月25日にパナマ運河を通過し、6月2日にカリフォルニア州サンディエゴに到着した。7月には第2潜水戦隊の一部として真珠湾に巡航し、8月16日にサンディエゴに帰還、1940年4月まで西海岸に留まり艦隊演習および訓練作戦に従事した。4月1日に訓練演習のためハワイ海域に向かう。サンディエゴに帰還すると、カリフォルニア州ヴァレーホのメア・アイランド海軍造船所でオーバーホールを行う。オーバーホール後は真珠湾で作戦活動に従事し、1941年7月から8月にかけて再びメア・アイランドでオーバーホールが行われた。8月16日に真珠湾に帰還し、第15潜水戦隊（スチュアート・S・マレー司令）に加わってミッドウェー島、ウェーク島、ギルバート諸島、マーシャル諸島で偵察巡航を行う。1941年10月にアジア艦隊に配属され、潜水母艦ホランド (USS Holland, AS-3) とともにマニラに回航。同地では第16潜水戦隊（ジョン・コノリー司令）第2潜水隊に配属された。12月7日に日本軍が真珠湾攻撃を行ったとき、スキップジャックは艦長チャールズ・L・フリーマン少佐（アナポリス1927年組）の指揮下、フィリピンのカヴィテ海軍工廠において修理中であった。

### 第1、第2、第3の哨戒 1941年12月 - 1942年6月
12月9日、スキップジャックは最初の哨戒でフィリピン東岸方面に向かった。修理途中に出渠したので、修理箇所の工事は哨戒海域のサマール島沖に向かう途中乗組員によって行われた。この哨戒でスキップジャックは2度の魚雷攻撃を行う。12月25日のクリスマス、スキップジャックは訓練中にソナーで目標を探知。浮上すると彼方に空母がいるのを発見し、潜航して接近した。これはホロ島攻略支援を終えて引き返す途中の空母龍驤と駆逐艦汐風で、アメリカ潜水艦として初めての対空母攻撃を行ったスキップジャックは、距離2,000メートルで龍驤に対して魚雷3本を発射したが命中しなかった。命中しなかった原因は観測ミスで、距離を1,000メートルも間違えて観測したからであった。1942年1月3日にも敵潜水艦に対して魚雷3本を発射したが、爆発音が2つ聞こえたものの撃沈したかどうかは確認できなかった。1月4日にボルネオのバリクパパンにおいて給油を行った。1月14日、スキップジャックは36日間の行動を終えてオーストラリアのダーウィンに帰投した。
1月29日、スキップジャックは2回目の哨戒でセレベス海に向かった。この哨戒では2月14日と19日に敵艦船に対して魚雷を発射し、そのうちの一つは日本の空母に対しての発射だったものの失敗に終わり、そのほか敵に接することはなかった。3月10日、スキップジャックは40日間の行動を終えてフリーマントルに帰投。艦長がジェームス・W・コー少佐（アナポリス1930年組）に代わった。
4月14日、スキップジャックは3回目の哨戒でインドシナ半島方面に向かった。5月6日早朝、スキップジャックはカムラン湾口でサイゴン航路の貨客船河南丸（大阪商船、2,567トン）に対して魚雷3本を発射し、1本を命中させ撃沈。2日後の5月8日には、北緯12度18分 東経111度17分 / 北緯12.300度 東経111.283度のナトラン湾東方230浬地点で駆逐艦刈萱に護衛された第303船団（3隻）を発見。スキップジャックは2度にわたって攻撃し、陸軍船撫順丸（大連汽船、4,804トン）を撃沈した。5月17日には北緯06度55分 東経109度10分 / 北緯6.917度 東経109.167度の地点で陸軍船太山丸（興国汽船、5,477トン）を撃沈。6月3日、スキップジャックは50日間の行動を終えてフリーマントルに帰投した。

### 魚雷実験・第4、第5の哨戒 1942年7月 - 11月
ミッドウェー海戦直後、フリーマントルを基地として活動していた潜水艦部隊のトップにチャールズ・A・ロックウッド少将が赴任してきた。この頃のアメリカ潜水艦は、魚雷の不足と性能の不安定さにしばしば泣かされていた。他の方面の潜水部隊司令が、魚雷性能の不安定を艦長の責任として丸投げしたのに対し、ロックウッド少将は実験で不安定さを証明することとし、スキップジャックはマーク14型魚雷の深海性能試験に参加した。
7月18日、スキップジャックは4回目の哨戒でジャワ海、バンダ海方面に向かった。ティモール島の北西海岸沿いに踏査、写真撮影を行った。8月23日、スキップジャックは給油艦早鞆を撃破した。9月4日、スキップジャックは49日間の行動を終えてフリーマントルに帰投した。
9月27日、スキップジャックは5回目の哨戒でティモール島、アンボン島、ハルマヘラ島、パラオ方面に向かった。10月14日昼ごろ、スキップジャックは北緯05度45分 東経144度25分 / 北緯5.750度 東経144.417度の地点で折からのスコールの中、沖輸送第七輸送船団を発見。そのうちの陸軍船春光丸（大阪商船、6,776トン）を撃沈した。この船団は護衛なしの丸腰船団だった。11月26日、スキップジャックは60日間の行動を終えて真珠湾に帰投。オーバーホールのためメア・アイランド海軍造船所に回航された。オーバーホール中に、艦長がハワード・F・ストナー少佐（アナポリス1932年組）に代わった。

### 第6、第7、第8の哨戒 1943年4月 - 10月
1943年4月18日、スキップジャックは6回目の哨戒でマーシャル諸島方面に向かった。5月1日、スキップジャックはクェゼリン環礁ギー水道沖で3隻の輸送船を発見。追跡の上魚雷を3本発射したが、爆雷攻撃を受けたため攻撃の成果を確認できなかった。ポンペイ島近海で哨戒ののち、再びクェゼリン環礁近海に戻った。5月21日にロンゲリック環礁を偵察。5月25日にロンゲラップ環礁を偵察した後に北上し、5月28日から30日までウェーク島近海で哨戒と偵察を行った。6月6日、スキップジャックは45日間の行動を終えて真珠湾に帰投した。
7月3日、スキップジャックは7回目の哨戒で日本近海に向かった。7月18日から21日まで伊豆諸島と駿河湾沖を往復して哨戒を行った。7月22日夜、スキップジャックは北緯34度21分 東経138度40分 / 北緯34.350度 東経138.667度の藺灘波島近海でレーダーにより大型貨物船を探知。戦闘配置を令した後、水上襲撃により魚雷を4本発射。1本が命中したと判断されたが、反撃を受けたため退散した。8月21日、スキップジャックは49日間の行動を終えてミッドウェー島に帰投。艦長がジョージ・G・モルンフィ少佐（アナポリス1931年組）に代わった。
9月18日、スキップジャックは8回目の哨戒でマーシャル諸島方面に向かった。この哨戒では特別任務に従事した。9月25日にクェゼリン環礁近海に到着し、クェゼリン環礁とジャルート環礁、ミリ環礁間の航路を哨戒した。10月11日には小型貨物船に対して魚雷を発射したが、命中しなかった。10月29日、スキップジャックは43日間の行動を終えて真珠湾に帰投した。

### 第9、第10の哨戒 1944年1月 - 10月

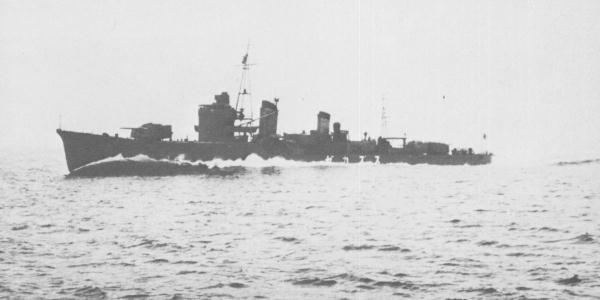
駆逐艦涼風（1937年）

1944年1月10日、スキップジャックは9回目の哨戒でマリアナ諸島およびカロリン諸島方面に向かった。1月25日深夜、スキップジャックは北緯09度00分 東経157度27分 / 北緯9.000度 東経157.450度のポンペイ島北方で、トラックからエニウェトク環礁に向かう輸送船団を発見。スキップジャックは攻撃直前に目標を敵駆逐艦に変更した。前部発射管の魚雷を急速発射し、これが護衛の駆逐艦涼風に命中して涼風は沈没した。スキップジャックは続いて後部の魚雷を商船に向けて発射した。ところが、1本の魚雷発射管バルブが開いたままとなり、後方魚雷室が浸水した。砲雷要員は緊急バルブを閉めることができず、スキップジャックにはおよそ14トンの海水が流入した。艦は急激に上方に傾き、浮上を余儀なくされる。艦のコントロールは時間と共に回復し、魚雷室の水は防水扉から数インチのところに迫っていたものの、幸運にも死傷者は発生しなかった。スキップジャックは攻撃を再開し、1月26日3時ごろに特設運送船興津丸（日本郵船、6,666トン）を撃沈した。3月7日、スキップジャックは57日間の行動を終えて真珠湾に帰投した。
スキップジャックは4月6日に真珠湾を出港し、4月12日にダッチハーバーに到着。4月17日までベーリング海プリビロフ諸島沖の寒冷地においてマーク18型電池魚雷の寒冷地の性能試験に従事し、その後2度目のオーバーホールのためメア・アイランド海軍造船所に回航され、4月25日に到着した。艦長がリチャード・S・アンドリュース少佐（アナポリス1931年組）に代わった。
10月20日、スキップジャックは10回目の哨戒で千島列島方面に向かった。11月14日、スキップジャックは占守島沿岸で日本軍の海上トラックを破壊したが、7.7ミリ機銃の掃射によりアンドリュース艦長が負傷した。また、駆逐艦にも攻撃を行ったもののこちらは成功しなかった。12月11日、スキップジャックは49日間の行動を終えてミッドウェー島に帰投。これがスキップジャックの最後の哨戒となった。

### 訓練艦・戦後
スキップジャックは一旦ウルシー環礁に進出後、真珠湾に回航された。この頃になると新鋭のバラオ級潜水艦、テンチ級潜水艦が大量に就役していたのでスキップジャックは第一線を退き、1945年6月1日にコネチカット州ニューロンドンに向けて出航。同地で潜水学校学生の訓練任務に当たった。戦争が終わった後の10月8日から11日には、ニューポート沖で防潜網の試験に供用された。1946年7月25日、スキップジャックはビキニ環礁での2度目の原爆実験であるクロスロード作戦において標的艦として沈められる。その後浮揚され、メア・アイランドに曳航された。1948年8月1日、再び標的艦として使用され、カリフォルニア州の沖合で航空機によるロケット弾攻撃で沈められた。スキップジャックは1948年9月13日に除籍された。
スキップジャックは第二次世界大戦の戦功で7個の従軍星章を受章した。